# Cephalotes membranaceus
Espèce
Synonymes
Cephalotes membranaceus, est une espèce de fourmis arboricoles du genre Cephalotes,.

## Distribution
C. membranaceus est endémique des états de Rio de Janeiro et de Espirito Santo, au Brésil.

## Description
Comme les autres espèces du genre Cephalotes, elles sont caractérisées par l'existence de soldats spécialisés dotés d'une tête surdimensionnée et plate ainsi que des pattes plus plates et plus larges que leurs cousines terrestres. Elles peuvent ainsi se déplacer d'un arbre à un autre dans une forêt.
Elle fut décrite et classifiée pour la première fois par l'entomologiste Allemand Johann Christoph Friedrich Klug, en 1824.

## Publication originale
Diversity and Adaptation in the Ant Genus Cephalotes Past and Present (Hymenoptera, Formicidae)